# Louise Swanton Belloc
Louise Swanton Belloc, cuyo nombre de nacimiento era Anne-Louise Chassériau Swanton (La Rochelle, 1 de octubre de 1796-6 de noviembre de 1881), fue una escritora y traductora francesa.
Es conocida por haber introducido una gran cantidad de importantes obras de la literatura inglesa a Francia. Asimismo, fue una ferviente defensora de la educación para las mujeres. El Instituto de Francia le condecoró con una medalla de oro por sus logros literarios. Marc-Antoine Jullien de Paris, fundador de la Revue encyclopédique, para la que Swanton solía escribir, se refirió a ella como «una joven de brillantes talentos».